# رسالة عبد المسيح الكندي
رسالة عبد المسيح الكندي أو دفاعية عبد المسيح الكندي هو جدل لاهوتي من العصور الوسطى يدافع عن المسيحية ويلفت الانتباه إلى العيوب المزعومة في الإسلام.
ويُنسب العمل إلى مسيحي عربي هو عبد المسيح بن إسحاق الكندي. وهذا الكندي غير معروف من ناحية أخرى، وهو يختلف بشكل واضح عن الفيلسوف المسلم أبو يوسف بن إسحاق الكندي.
وتكمن أهمية هذا العمل في توفره للنخبة المتعلمة في أوروبا منذ وقت مبكر من القرن الثاني عشر كمصدر للمعلومات عن الإسلام.

## تاريخ النشر
إن تاريخ تأليف هذه الرسالة مثير للجدل. أقدم المخطوطات الباقية من النص العربي تعود إلى القرن السابع عشر. ومع ذلك، فإن المخطوطات العربية سبقتها ترجمة لاتينية في القرن الثاني عشر تمت في إسبانيا، حيث يُفترض أن النص العربي كان متداولًا بين المستعربين الأندلسيين (مسيحيو الأندلس).
كانت الترجمة إلى اللاتينية عملًا تعاونيًّا كان المترجم الرئيس فيه هو الإسباني بطرس الطليطلي. وقد حدد البروفيسور فان كونينجسفيلد أخطاء مختلفة في الترجمة اللاتينية تعزى إلى المعرفة المحدودة باللغة العربية الكلاسيكية من جانب المترجم. في حين أن اللغة العربية التي كتبها بطرس الطليطلي تبدو أقل من الكمال، إلا أنها كانت أفضل من اللاتينية، وقام عالم فرنسي يدعى بيتر بواتييه [الإنجليزية] بصقل النص اللاتيني. كان كلا الرجلين جزءًا من فريق جنَّده بطرس المبجل، والذي كَلفهم أيضًا بترجمة نصوص عربية أخرى، بما في ذلك القرآن الكريم. كان هدف بطرس المبجل هو تحويل المسلمين إلى المسيحية، ولهذا السبب يمكن القول بأن تفسيره للإسلام كان سلبيًّا بطبيعته، لكنه نجح في وضع نهج أكثر عقلانية للإسلام، من خلال استخدام مصادره الخاصة بدلًا من تلك التي أنتجها الخيال المفرط الناشط لبعض الكتاب المسيحيين الغربيين الأوائل. بعد تداولها كمخطوطة، نُشرت في مجموعة طليطلة التي أنشأها بطرس المبجل في القرن السادس عشر مع مقدمة كتبها مارتن لوثر.
أصبحت مقتطفات من رسالة الكندي متاحة باللغة الإنجليزية من خلال ترجمة ويليام موير لعام 1882. وكما هو الحال مع سابقتها اللاتينية، فإن ترجمة موير (الجزئية) كانت مخصصة لأغراض تبشيرية، كما ذكر في المقدمة.
اُستُشهد بالكتاب على نطاق واسع في كتاب المرآة العظيمة [الإنجليزية] لفينسنت بوفيه، وهو موسوعة رئيسة من القرن الثالث عشر.

## المحتويات
يبدو أن الدفاعية عبارة عن تسجيل لحوار بين مسلم ومسيحي، ربما خيالي. في الواقع، يتضمن الكتاب دفاعيتين:
1. الأول أن مسلمًا يدعو مسيحيًّا إلى اعتناق الإسلام. فيرفض المسيحي هذا، بل يدعو المسلم بدوره إلى اعتناق المسيحية. وتبلغ إجابة المسيحي حوالي ستة أسباع النص.

ويشار إلى المشاركين بأسماء مستعارة. المشارك المسلم، المدعو عبد الله بن إسماعيل الهاشمي (أي "عبد الله ، ابن إسماعيل ، من بني هاشم")، وُصف بأنه ابن عم الخليفة الذي لم يُذكر اسمه، ويسكن قصره، وهو مُلِمٌّ باللاهوت المسيحي. كما وُصف بأنه كان له صديق مسيحي مُقرَّب وموثوق يُدعى عبد المسيح بن إسحاق الكندي (أي "عبد المسيح ، ابن إسحاق ، من قبيلة كندة").

## الجدل حول تاريخ الدفاعية

### مناظر لويليام موير
أقر موير بصعوبة الحصول على نسخة موثوقة من النص العربي، حيث أثارت هذه الدفاعية شكوكًا عن صحتها وأنها ربما كُتبَت لأسبابٍ دينية لكنه دافع عن صحة العمل، مشيرًا إلى أن أبا الريحان البيروني استشهد بهذه الدفاعية حوالي عام 1000 باعتبارها رسالة عبد المسيح بن إسحاق الكندي. ويميل كل من موير وفان كونينجسفيلد إلى تأريخها إلى القرن التاسع. يقدم موير تاريخًا أكثر تحديدًا، حيث يحدد الخليفة، الذي لم يُذكر اسمه في الرسائل، باسم المأمون، الذي حكم من عام 813 إلى عام 833. يزعم موير أن الرسائل كتبت في بلاطه بسبب:
- "الطريقة التي يُشار بها إلى الخليفة في جميع أنحاء النص..."[11]
- "الإشارات السياسية" الواردة في الكتاب...[12]
- "حرية مؤلفنا في معالجة الإسلام"... [12]

### وجهات نظر متعارضة
إن التأريخ الذي اقترحه موير كان موضع خلاف بين المستشرقين. ويعتقد ل. ماسينيون أن تاريخ التأليف أحدث من اقتراح موير، حيث يشير إلى القرن الرابع الهجري (القرن العاشر الميلادي)، ويجادل في صحة العمل بأن المؤلف استعار من الطبري (ت. 310 هـ/923 م) انتقاداته للحنبلي البربهاري (ت. 329 هـ/940 م). في محاولته إيجاد توازن بين الانتقادات الواردة في الرسالة وفي أعمال الملحد المسلم ابن الراوندي (ت 298 هـ/910 م)، خلص بول كراوس إلى أن المؤلف المسيحي أخذ هذه الانتقادات من الراوندي، وبالتالي فهو يزعم أن الرسالة قد أُلِّفَت في بداية القرن الرابع الهجري/العاشر الميلادي، متفقًا مع ماسينيون.
لا يزال العلماء يتجادلون حول ما إذا كانت الرسائل مستمدة من أشخاص حقيقيين أو تمثل عملاً خياليًا لمؤلف واحد.

## طالع أيضًا
- الترجمات اللاتينية في القرن الثاني عشر
- نيومان، ن. أ. الحوار المسيحي الإسلامي المبكر: مجموعة من الوثائق من القرون الإسلامية الثلاثة الأولى، 632-900 م: ترجمات مع تعليقات. هاتفيلد، بنسلفانيا : معهد البحوث الكتابية متعددة التخصصات ، 1993، الصفحات 355-545.

## روابط خارجية
- الوصف والروابط إلى تنسيقات مختلفة من النص
- وليام مونتغمري وات، لقاءات إسلامية مسيحية. التصورات والتصورات الخاطئة ، في إشارة إلى اعتذار الكندي